# Ath (Belgio)
Ath (in vallone Ate, in piccardo Ât, in nederlandese Aat) è una città francofona del Belgio di 29 164 abitanti, dell'Arrondissement di Ath, nella provincia vallone dell'Hainaut.
Fu Governatore e Castellano di Ath, Giovanni Battista Spinola, del ramo di San Luca trapiantato nei Paesi Bassi, Principe di Vergagne, Marchese di Monjardin, Principe del Sacro Romano Impero nel 1677, Grande di Spagna di Prima classe, luogotenente generale delle armate di Re Carlo II di Spagna, nipote del celebre condottiero Ambrogio Spinola e nonno dell'ultimo Duca di Nevers Luigi Mancini,